# John Serry
John Serry (Brooklyn, 1915. január 29. – Long Island, 2003. szeptember 14.) amerikai harmonikaművész, orgonista, zeneszerző, rendező és pedagógus, aki számos profi zenekar és dzsesszegyüttes tagja volt.
A rádió és a televízió aranykorában a CBS rádió- és televízióhálózatok rendszeres fellépője volt. Emellett a Voice of America kulturális diplomáciai programjaiban is részt vett, ezzel hozzájárulva az amerikai kultúra népszerűsítéséhez a világban.

## Életpályája
Serry több mint hét évtizeden átívelő karrierje során a latin-amerikai zene és a szabad basszusú harmonikát népszerűsítette. Szerepelt a Viva América című rádióműsorban, amelyet a második világháború alatt az Egyesült Államok Külügyminisztériuma a Kulturális Ügyek Koordinátora Irodája keretében élőben közvetített Dél-Amerikába a Voice of America kulturális diplomáciai kezdeményezéseként. A műsor közvetítéseit az 1940-es években az Egyesült Államokban nagy közönségnek mutatta be a latin-amerikai zenét és a mexikói bolerót.
Serry fellépések során nagyzenekarokkal, szimfonikusokkal, rádió- és televízió-zenekarokkal, valamint Broadway-zenekarokkal lépett fel a Radio City Music Hallban, a Rockefeller Center Rainbow Roomjában (1935), a Waldorf Astoria Hotel Starlight Roofjában (1936-1937), a Palmer House-ban Chicagóban (1938), a Stevens Hotelben Chicagóban (1938), a Biltmore Hotelben Los Angelesben (1938), a Carnegie Hallban Alfredo Antonini vezényletével (1946), a Plaza Hotelben (1940-es évek), a Town Hallban (1941-1942), a Waldorf Astoria Hotel Wedgewood Roomjában (1948), a Rajah Theatre-ben (1953), az Ed Sullivan Színházban (1959) a CBS televízió számára, az Empire Theatre-ben (New York) (1953), és olyan New York-i kávéházi társasági helyeken, mint az El Morocco, az El Chico és a The Riviera az 1930-as években. Ezen fellépések során olyan neves karmesterek irányítása alatt állt, mint Alfredo Antonini, Mischa Borr, Percy Faith, Shep Fields, Mitch Miller és Andre Kostelanetz.

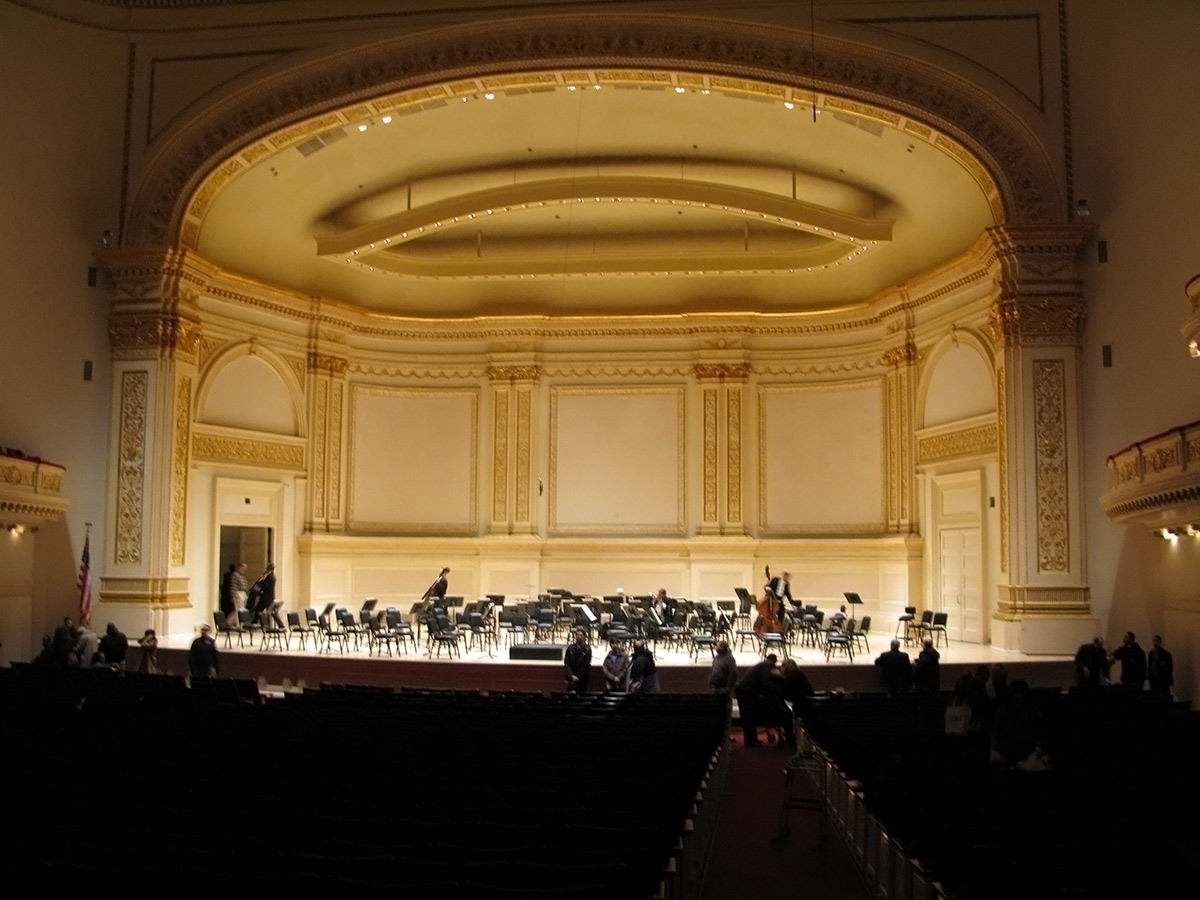
Carnegie Hall

John Serrapica néven látta meg a napvilágot, Pasquale Serrapica és Anna Balestrieri tizenhárom gyermeke közül a negyedikként. Olasz származású apja 1904-ben és 1914-ben Ellis Islandon keresztül érkezett Amerikába Gragnanóból, Olaszországból. A család élelmiszerboltot nyitott, miután 1905-ben a Navy Streetre költöztek, majd később a Bensonhurst negyed 18th Avenue-jára. Zenei tanulmányait 1926 és 1929 között végezte, harmonika tanára Joseph Rossi volt a New York-i Pietro Deiro Iskolában. Tizenöt éves korában élőben lépett fel a WCDA olasz rádióállomáson. Tizenkilenc éves korára, 1934-ben már tagja volt az Amerikai Zenészek Szövetségének. 1929 és 1932 között Albert Rizzitől zongorázást és összhangzattant, két évig pedig Gene Von Hallbergtől összhangzattant és ellenpontozást tanult. Von Hallberg 1938-ban az Amerikai Harmonika Szövetség társalapítója volt. Hallberg később a Magnante Quartet tagjaként lépett fel 1939-ben a Carnegie Hallban háromezer fős közönség előtt. Tanulmányai során ismerkedett meg Louis Del Monte harmonikással, akihez később életen át ívelő barátság fűzte. Del Monte felébresztette Serry érdeklődését a latin-amerikai zene iránt. Felsőfokú tanulmányait az 1940-es években Robert Strassburg zeneszerző irányításával végezte.

## Karriere

### 1930-as évek: a big band korszak

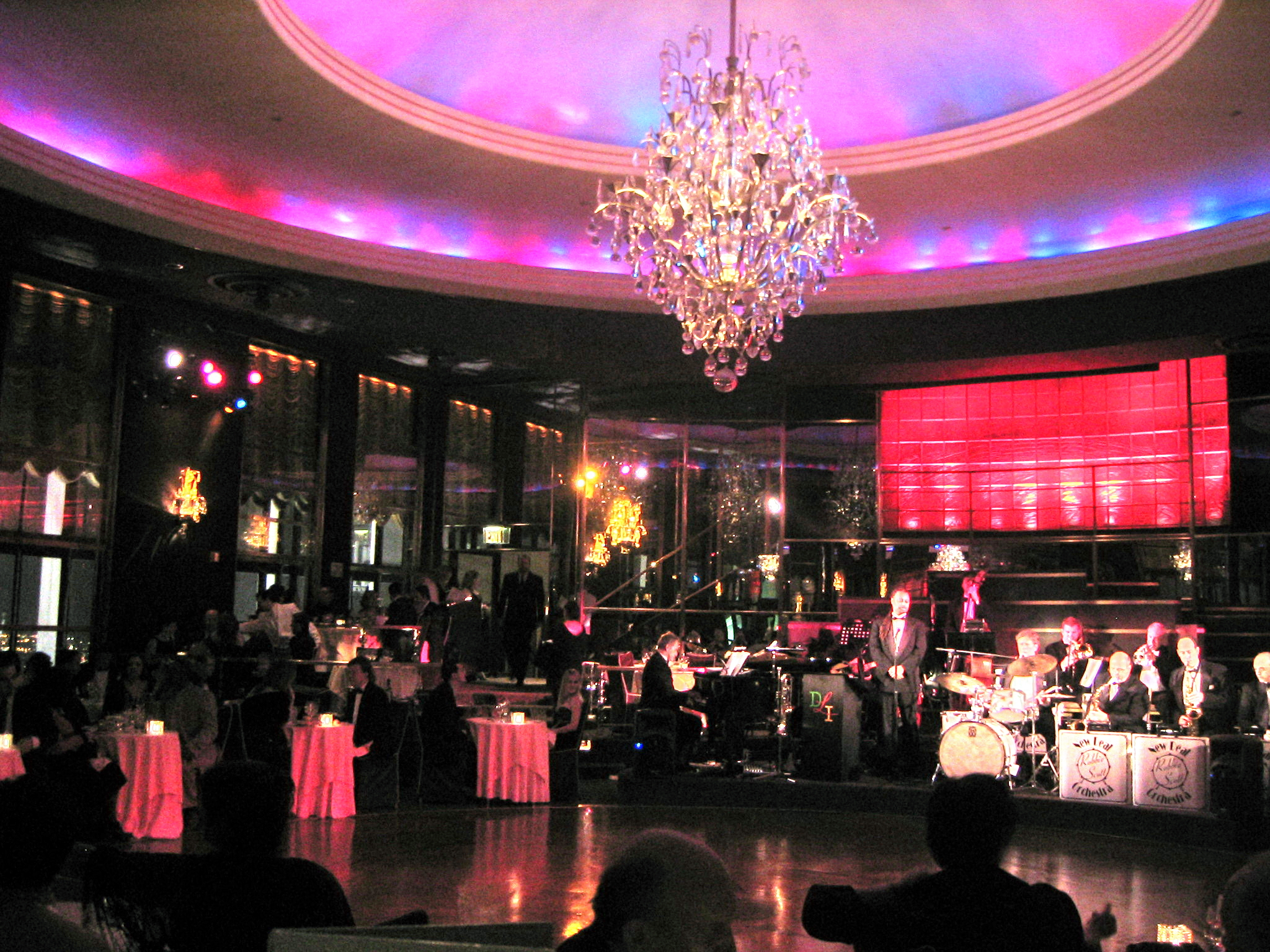
Rainbow Room a Rockefeller Centerben, New York City

Az 1938 és 1960 közötti időszakot az Egyesült Államokban az harmonikatörténet egyedülálló, presztízs időszakának nevezték, amikor a hangszer szélesebb körben elfogadottá vált a közönség körében a koncertszínpadokon. Tizenhat éves korában Serrapica már 1931-ben több élő adásban szólistaként lépett fel a New York-i WOV rádióállomáson. Del Monte segítségével Serry a 30-as években folytatta szakmai pályafutását, fellépve Ralph Gomez Tango Orchestra-jával a Rockefeller Center RCA épületének Rainbow Roomjában, majd 1935-ben hosszabb szereplést vállalt ott. Játszott Hugo Mariani Tango Orchestra-jával a New York-i Waldorf Astoria Hotelben, majd ismét Chicagóban Frank Pruslinnel és Syd Fox-szal (1936), valamint Alfred Britóval, kubai zenekarvezetővel New Yorkban (1936) és Misha Borr-ral, a Waldorf-Astoria Orchestra karmesterével. Szólistaként lépett fel társasági eseményeken a Waldorf Astoria Hotel Waldorf Towers-jában és a Starlight Roof-ján a Lester Lanin Orchestra-val. Emellett rendszeresen szerepelt olyan klubokban, mint az El Morocco, az El Chico és a Riviera New Yorkban.
A harmonika "aranykora" 1910-től 1960-ig tartott Amerikában, sok harmonikás ekkor került be a legismertebb tánczenekarokba, jazz együttesekbe és big band együttesekbe. Az évtized végén Serry tagja lett a Shep Fields and His Rippling Rhythm jazz együttesnek, egy országos turné alkalmával - amely élő rádióműsorokat is tartalmazott - a chicagói Palmer House Hotelből és a Los Angeles-i Millennium Biltmore Hotelből az NBC hálózaton keresztül (1937-1938). Ezek a big band távoli közvetítések a Zenith Radiogran technológiáját használták. 1937-ben a Shep Fields Rippling Rhythm Orchestra-val rögzítette a jellegzetes Shep Fields-témát Eli Oberstein számára az RCA Victor Bluebird címkéjén (Victor, BS-017494, 1937). Zenekari szerepléseit dokumentálja a The Big Broadcast of 1938 című film ("This Little Ripple Had Rhythm" és "Thanks for the Memory"), amely 1939-ben elnyerte a legjobb eredeti dal Oscar-díját. A Shep Fields-szel való turné során több népszerű dalt is felvett a Bluebird Records számára, köztük a "With a Smile and a Song", a "Whistle While You Work" és a "Now It Can Be Told" címűt.
Mindössze 23 éves korában, 1938-ban Serry már együttműködött a 20. század elejének több neves harmonikaművészével, köztük Andy Arcarival, Anthony Meccával, Domenic Meccával, Pietro Deiróval és Joe Bivianóval. A hat zenész egyesítette erőit a legendás chicagói Stevens Hotel északi báltermében egy "Harmonika Jamfest" keretében több mint 1000 koncertlátogató előtt 1938 szeptemberében. A koncert Andy Arcari figyelemre méltó koncertje után következett Philadelphia-ban a Music Academy-ben 1938 májusában, ahol a kritikusok dicsérték ragyogó teljesítményét. Néhány hónapon belül Biviano és a Mecca testvérek Charles Magnante-tel, Gene Von Hallberg-gel és Abe Goldmannal együtt a harmonikát először mutatták be klasszikus zenei koncertlátogatók előtt a Carnegie Hallban (1939 április).

### 1940-as évek: a rádió aranykora
John Serry az 1940-es években feleségül vette Julia Trafficantét, és Long Islandre, Nassau megyébe költöztek, hogy családot alapítsanak. Négy gyermekük született, köztük John Serry Jr. is. A Serrapica eredeti családnevet John anglicizálta Serryre.
Párhuzamosan magánúton folytatott zenei tanulmányokat: Joscha Zade-nél zongorán (1945-1946); Arthur Guttow-nál, a Radio City Music Hall orgonistájánál (1946); Robert Strassburgtól pedig hangszerelést és haladó szintű összhangzattant tanult (1948-1950), Gershwin, Debussy és Ravel műveire specializálódott.
Az 1930-as és 1940-es években az akkori tömegszórakoztatási eszköznek számító amerikai rádióban sok harmonikás tűnt fel. A 30-as évekbeli koncertezési tapasztalataira építve Serry a rádiózás aranykorába lépett. A CBS rádióhálózat műsorainál szerepelt, és segített több New York-i művésznek, köztük a francia színésznőnek, Marianne Oswaldnak (más néven Marianne Lorraine-nek) a "One Woman Theatre" című előadásban. A műsorban Carl Sandburg "Mr. Lincoln és a kesztyűi" című versét, Archibald MacLeish "Soha nem volt még" című versét, valamint Jean Cocteau és Jacques Prevert verseit adta elő a Town Hallban (1942). A koncertet a Szabad Világ Egyesület szervezte, amely Eleanor Roosevelt támogatásával valósult meg.
Tíz éven át, 1940-től 1949-ig Serry az Alfredo Antonini vezette CBS Pan American Orchestra tagjaként lépett fel. Az együttes a "Viva América" című műsorban szerepelt az Amerikai Egyesült Államok Külügyminisztériuma Inter-Amerikai Ügyek Hivatala (OCIAA) kulturális diplomáciai kezdeményezéseinek támogatására. A zenekar a Latin-Amerikai Műsor ("C de Las Americas") műsorban is közreműködött.
Emellett Antoninival, Nestor Mesta Chayres-szel és a New York-i Filharmonikus Zenekar tagjaival együttműködött az 1946-os "Amerika Éjszakája" gálakoncerten a Carnegie Hallban.
A  Viva América című műsorban és Antonini Viva América zenekarával készült felvételeken több nemzetközi koncertművész is közreműködött ebben az időszakban, többek között:
Terig Tucci (1942), Juan Arvizu (1940-es évek),Nestor Mesta Chayres (1940-es évek), Eva Garza (1940-es évek), Elsa Miranda (1940-es évek), Los Panchos trió (1946), Manolita Arriola (1946).
Edmund Chester vezetésével ezek az előadások a CBS La Cadena de las Americas ("Az Amerikai Lánc") hálózatán keresztül Latin-Amerika több mint húsz országába jutottak el. Az Egyesült Államok Haditudósítási Hivatala és az Egyesült Államok Fegyveres Erők Rádió Szolgálata is tovább sugározta őket.
Az Antonini vezette CBS Pan American Orchestra tagjainak a Viva Américában nyújtott előadásait azzal a fontos szereppel is társítják, hogy segítettek a latin-amerikai zene és a mexikói bolero megismertetésében az Egyesült Államokban az 1940-es években.
A bolerótól eltérő műfajokban is közreműködött John Serry. Az 1940-es évek folyamán a Mischa Borr Zenekarral és Sidor Belarsky énekessel több orosz és ukrán népdal felvételét készítette a Victor Records számára, többek között:
Sötét az éjszaka (Victor 26-5037, 1946) Nyikita Bogoszlovszkij szerzeménye, Hobo dal (más néven "Anyu") (Victor 26-5036, 1946) Valerij Zselobinszkij szerzeménye, A bölcső mellett (Victor 26-5035, 1946), Katuska (Victor 26-5035, 1946) Hy Zaret szerzeménye.
1946-ban a "Skyline Roof" című rádióműsorban Archie Bleyer vezényletével vendégművészként szerepelt, mint az "év kiemelkedő harmonikása", a WABC-CBS hálózaton, valamint a "Danny O'Neil Show" vendége is volt.
1948-ra már a Mischa Borr Zenekarral közös koncerten is fellépett a Waldorf Astoria Hotel Wedgewood Roomjában.
Serry 1945-ben a Biviano Accordion & Rhythm Sextette tagjaként rögzítette a "Leone Jump" című művét Tony Mottola gitárossal és Angelo Delleria harmonikással a Sonora Records számára. A kiadvány tartalmazza többek között a "Little Brown Jug", a "Golden Wedding", a "Swing Low Sweet Chariot", a "That's a Plenty" és a "The Jazz Me Blues" című műveket is. Az évtized során, 1946-ban készült el az "F-fantázia" című szerzeménye is. A kritikus, Henry Doktorski "újdonságnak" nevezte, és Zez Confrey "Dizzy Fingers" című művéhez hasonlította. 1946-ban Angello Dellairia és Joeseph Biviano harmonikásokkal az "Accordion World" koncerten is fellépett a Manhattan Centerben.
Később, 1949-ben Joe Biviano harmonikás az RCA Victor Accordion Orchestrával közreműködött Serry "Manhattan Hop" című szerzeményének felvételén az RCA Victor számára.
Charles Magnante elismert harmonikás zenekarának tagjaként pedig számos népszerű slágert is rögzített a Victor Records számára 1941-ben, többek között: a "Clarinete Polka", a "Halli-Hallo-Halli", a "Le Secret" és a "Swing Me A Polka" című számokat. Magnante és Biviano az Amerikai Harmonikás Művészek Szövetségének (American Accordionists' Association) társalapítói voltak néhány évvel korábban, 1938-ban.
Az 1930-as évek végére az egész országot elérte a "harmonikaőrület". A keleti tengerparti nagy etnikai népességközpontokban, valamint a déli és nyugati vidéki területeken hamarosan számos harmonikaiskola létesült, 1938-ban a becslések szerint a beiratkozott tanulók száma meghaladta a 35 000 főt.
Tanárként Serry zenestúdiót alapított és működtetett New Yorkban, Queensben, Jamaicában és Long Islanden, New Yorkban. 1945 és az 1980-as évek vége között harmonika-, zongora- és orgonaoktatást tartott.
Tanítványai között volt Anthony Ettore, az Amerikai Harmonikás Egyesület elnöke, Michael Torello, zeneszerző és harmonikás, valamint Robert Davine, a Denveri Egyetem Lamont Zeneiskolájának harmonikás tanára, valamint saját fia, John Serry Junior is. Az 1950-es években egyik tanítványa, Roy Appey első díjat nyert az Amerikai Harmonikás Egyesület által szervezett előadói versenyen. Emellett Serry-t meghívták, hogy 2000 augusztusában hozzájáruljon az Amerikai Harmonikás Egyesület által New York City-ben szponzorált éves mesterkurzusok és szemináriumok sorozatához.
1945 és 1955 között több módszertani könyvet is publikált kezdő, középhaladó és haladó szintű tanulóinak. Emellett felismerte a Stradella basszusrendszer korlátait a klasszikus zene előadásában. Ennek a korlátnak a kiküszöbölésére az évtized során kidolgozott és működőképes modellt készített a harmonikához szabad basszusrendszerrel. Ez a rendszer a szólista bal kezénél egy másik gombsort tartalmazott, amelyekbe két, oktávokkal hangolt sípsor volt beépítve. Ez lehetővé tette a szólista számára, hogy három és fél oktávot meghaladó hangterjedelemben játszhasson.

### 1950-as évek: a Broadway és a televízió

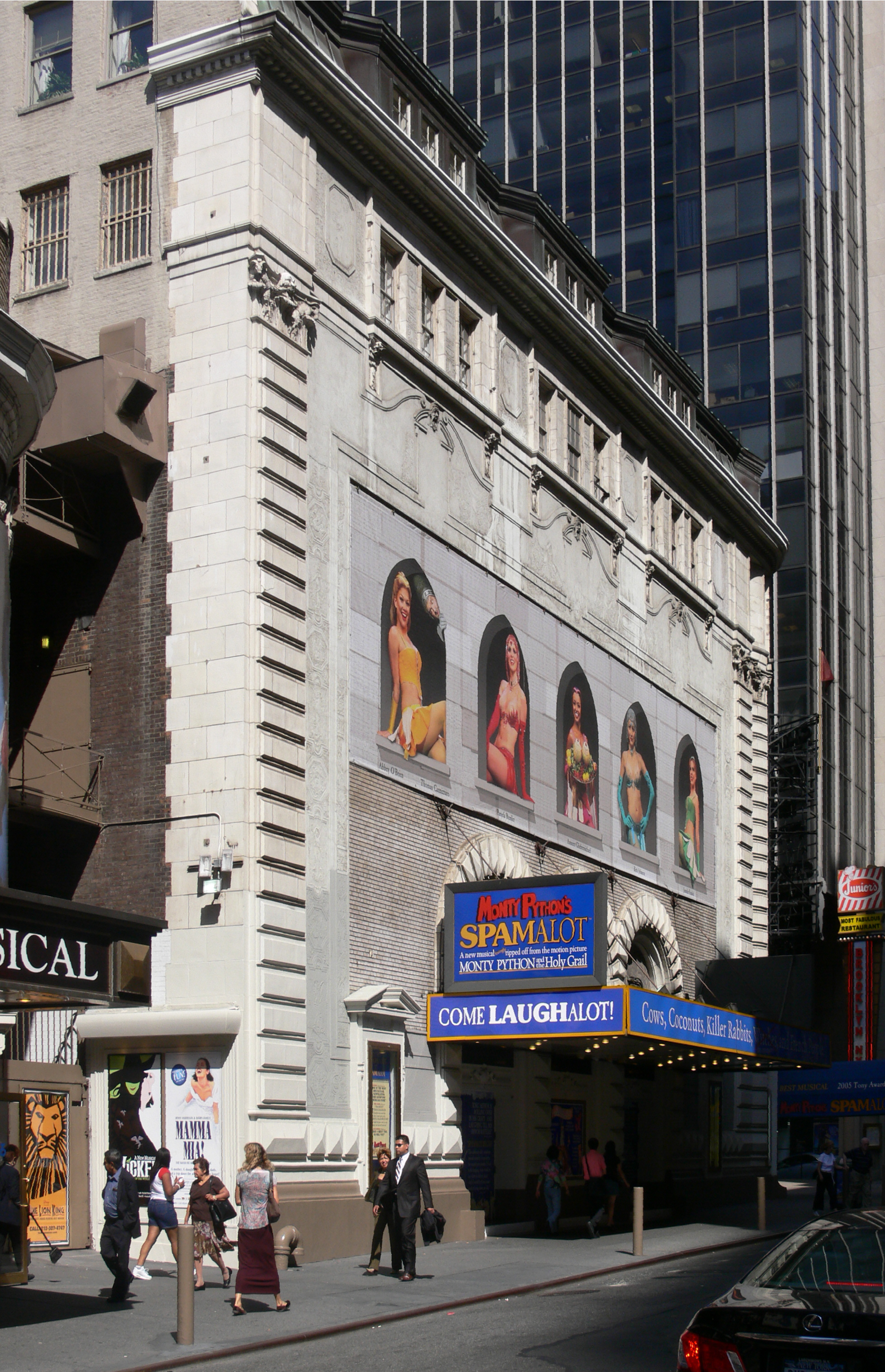
Shubert Theatre in New York City
Shubert Theatre NYC

Az 1950-es években, a televíziózás kezdeti időszakában Serry a CBS alkalmazottja volt az eredeti CBS Orchestra tagjaként (1949-1960), és számos élő televíziós műsor kísérőzenészként működött közre, többek között a Jackie Gleason Show-ban 1953-ban, a Frank Sinatra Show-ban az 1950-es években, valamint az I Remember Mama című főműsoridős drámában 1953-ban, Peggy Wood főszereplésével. Fiatal fia, Robert bemutatásával szólóként is szerepelt a "Live Like A Millionaire" tehetségkutató műsorban az NBC rádióhálózatán 1951-ben.
1951-ben La Culebra és African Bolero című szerzeményeit szólófuvolára hangszerelte. A partitúrákat közeli barátjának, Julius Bakernek ajánlotta, aki később bemutató felvételt készített róluk. Ugyanebben az évben a fényképe megjelent egy harmonikáról szóló cikkben az International Musician című folyóiratban, az Amerikai Zenészek Szövetségének hivatalos kiadványában, olyan neves harmonikások fényképeivel együtt, mint Louis Del Monte, Pietro Frosini, Anthony Galla-Rini, Charles Magnante, Charles Nunzio és Art Van Damme. 1953-ra a Bell harmonikagyár is fényképezte őt számos vezető harmonikás művész, köztük Tony Lavelli és Vince Geraci mellett.
Ebben az időszakban Andre Kostelanetz zenei vezetésével is fellépett a CBS-nél. Az elsőként alakult Serry Sextette tagjaként számos népszerű dallamtól és klasszikus témától saját átiratait rögzítette az RCA Thesaurus elektromos hangfelvételei katalógusában 1954-ben Ben Selvin RCA Victor A&R igazgatói ideje alatt. A rádióban való szereplései ebben az időszakban is folytatódtak, többek között a Magnante Accordion Quartet tagjaként, a Lucky Strike Hour, a Waltz Time és az American Melody Hour műsorokban (1940-es évek). Időnként helyettesítette a kvartett alapítóját, Charles Magnante-t.
A Broadway színpadán Harold Clurman rendezésében lépett fel Arthur Laurents The Time of the Cuckoo című darabjában Shirley Booth-szal és Dino Di Luca-val. 1953-ra olyan zenét is hangszerelt, amelyet Lawrence Welk szerkesztett és használt az Egyesült Államok Zeneiskolája zongoraakkord tanulmányi kurzusán. Az iskola később úgy jellemezte magát, mint New York állam Regentségi Tanácsa által adományozott legidősebb levelező tagozatos zeneiskola, amelynek világszerte több mint egymillió hallgatója volt. Az iskola Serry fényképét is felhasználta a zongoraakkord tanulmányi kurzusára történő beiratkozásra való ösztönzésre. Ugyanebben az évben kiemelt szólistaként lépett fel egy Readingben (Pennsylvania) a Rajah Színházban tartott harmonikakoncerten. Népszerű dalok átiratait is elkészítette a Seeburg zenegép számára, három harmonikával, hegedűvel, vibrafonnal, gitárral, basszussal, ütőhangszerekkel és zongorával. Ezek között szerepeltek többek között: I Get a Kick Out of You, Mimi, The One I Love, Swingin' Down the Lane és Tico-Tico.
1956-ban több saját szerzeményét is komponálta, hangszerelte és előadta a Dot Recordsnál (DLP3024) Al Caiola és Bernie Leighton közreműködésével a Squeeze Play című albumán Billy Vaughn zenei igazgatósága alatt a Dot Recordsnál. A produkciót a The Billboard 1956-ban új, népszerű albumként méltatta, és kiemelte a gyönyörű, nyugtató hangulatot. Az albumot még ugyanebben az évben a Cash Box magazin is kritikusan értékelte. Az album tartalmazza eredeti szerzeményét, a Garden In Monaco-t, amely egy ősi olasz szerenád témájából készült. Serryt méltatták a zenei hangulatok széles skálájának kecses megteremtéséért, miközben egyidejűleg hangsúlyozták a laza előadói stílust. 1958-ban az album több dalát Franciaországban újra kiadta a Versailles Records (90 M 178) Chicago Musette – John Serry et son Accordéon címmel. A Dot Records több dalt is kiadott az albumról Japánban, egy válogatáslemez részeként, amelyen a John Serry Orchestra és a Billy Vaughn Orchestra is szerepelt (Ballroom in Dreamland, Dot #5006). Ezek a tevékenységek oda vezettek, hogy Serry-t 1958-ban jelölték a "Who Is Who In Music International" című kiadványba. Haladó szintű harmonika kompozícióját, az American Rhapsody-t 1955-ben fejezte be és adták ki.

### Az 1960-as évek: liturgikus orgonazene
1960-ban Serry a Coral Records gondozásában az egyik első sztereó felvételen vett részt egy harmonika-zenekarral, olyan neves hangszeresekkel, mint Joe Biviano, Carmen Carrozza, Angelo Di Pippo és Eugene Ettore. A tizenhat harmonikás együttes módosított billentyűsharmonikákat használt számos hangszer hangjának újrateremtésére Rimszkij-Korszakov, Carl Maria von Weber, Niccolò Paganini és Pjotr Iljics Csajkovszkij klasszikus műveinek előadásában. A felvételt a Billboard Magazine kiemelkedő zenei színvonaláért dicsérte.
Néhány évvel később, 1966-ban befejezte Szóló szabad basszusú harmonikára írt koncertjét, amelyet 2002-ben zongorára átírt. Az 1960-as évek azonban az Egyesült Államokban a harmonikára irányuló közérdek csökkenését hozták, miközben a rockzene népszerűsége folyamatosan növekedett. A népszerű zene forradalma sok fiatalt arra késztetett, hogy a harmonikát szüleik generációjának "divatjamúlt relikviájának" tekintse, amelyet fel kell váltania az elektromos gitárnak, az elektromos zongorának és az elektronikus orgonának. Ennek eredményeként számos harmonikaiskola vagy átalakult, vagy teljesen megszűnt.

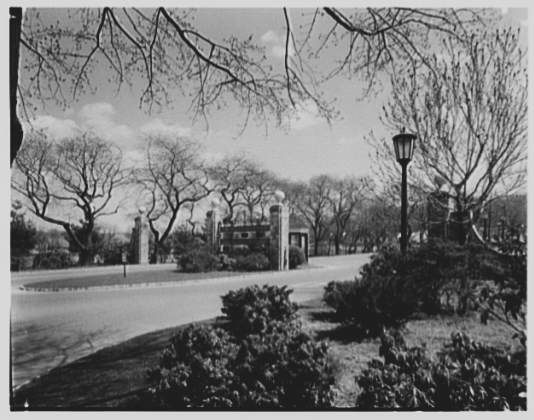
C.W. Post College, Brookville, Long Island. LOC gsc.5a29157

Ezt szem előtt tartva Serry hivatásos pályafutásának hátralévő 35 évét esküvői zene előadásának és katolikus valamint zsidó vallás liturgiazenéjének szentelte. Freelancerként orgonista volt a Long Island University C.W. Post Campus Interfaith Chapeljában Brookville-ben, New York-ban (1968-2002). Mivel az 1960-as és 1970-es években egyre több rabbi törekedett arra, hogy különböző vallású párokat összeházasítson anélkül, hogy előzetesen megkövetelné a konverziót, több zsidó és katolikus vallási hagyomány képviselőjével is együttműködött, köztük Nathaniel Schwartz rabbival és John Heinlein tiszteletessel.
Ebben az időszakban 1951-ben komponált Ünnepi menet című művét 1968-ban orgonára írta át. A következő években több további liturgikus művet is komponált a Long Island-i Notre Dame Parish kórusának, köztük a A Savior Is Born (1991, orgona és szólóhang), a The Lord's Prayer (1992, orgona és kórus) és a Lamb of God (1994, kórusra, fuvolára és fúvós hangszerekre).
Serry rövid betegség után 2003-ban hunyt el Long Islanden, New Yorkban, 88 éves korában.

## Előadásmódja
John Serry korai élő előadásait és felvételeit több neves magazinban is értékelték, például a Billboard, a Cash Box és a The Players Magazine – National Journal of Educational Dramatics. 1945-ben a Biviano Accordion and Rhythm Sextette-tel a Sonora Records számára készített "Accordion Capers" című felvételét a Billboard magazin úgy értékelte, hogy az albumon szereplő zene kizárólag hallgatásra szánt, táncolásra nem alkalmas. Drámai vokalisták kíséretekor olyan előadáshoz járult hozzá, amelyet "érdekesnek és árnyaltnak" minősítettek. Alfredo Antonini Viva America zenekarával készített latin-amerikai zenei felvételét 1946-ban a The New Records című lapban "a legvonzóbbak közé" sorolták. Emellett Rimszkij-Korszakov, Niccolò Paganini, Carl Maria von Weber és Pjotr Iljics Csajkovszkij klasszikus műveinek előadását Pietro Deiro Accordion Orchestra tagjaként a Billboard magas szintű zeneiségéért dicsérte. Zenei átiratait azért is méltatták, mert a harmonikát a zenei hangulatok sokféleségének közvetítésére használták, könnyed eleganciával, a "nyomás alatti" előadásmódtól eltérően. Mindenekelőtt a Squeeze Play című albumán ezért dicsérték, hogy a harmonikát a gyönyörű, nyugodt és enyhítő hangulat megteremtésére használta, elkerülve az általánosabb "szemfényvesztő" előadásmódot.

## Munkái

### Szerzemények és átiratok
Művek amiben közreműködött:
- Desert Rumba (for accordion, 1939; publisher Antobal Music, 1951)
- Glissando (for accordion, publisher Biviano Music, 1942)
- Tarantella (for accordion, 1942; publisher Alpha Music, 1955)
- Valse (Composer Pytor Ilych Tchaikovsky (Opus 39 No. 8), arr. for accordion, publisher Viccas Music, 1946)
- Fantasy in F (for accordion, publisher Viccas Music, 1946)
- Invitation to Jive (for three accordions, guitar and bass, 1946)
- Consolation Waltz (for accordion, publisher O. Pagani & Bro., 1948)
- Uncle Charlie's Polka (for accordion, publisher O. Pagani Bro., 1948)
- The Bugle Polka (for accordion, publisher O. Pagani Bro., 1948)
- Leone Jump (for accordion, publisher Pietro Deiro, 1956)
- La Culebra (for accordion, 1950; arr. accordion & flute; 1950, arr. flute solo 1991; publisher Antobal Music, 1951)
- African Bolero (for accordion, 1950; arr. accordion & flute; 1950, arr. flute solo 1991; publisher Antobal Music, 1951)
- The Syncopated Accordionist (for accordion, publisher/editor Charles Colin, 1952)
- The First Ten Lessons for Accordion (for accordion, publisher Alpha Music, 1952)
- Accordion Method Books I, II, III, IV (for accordion, publisher Alpha Music, 1953)
- Rhythm-Airs for Accordion (editor John Serry, publisher Charles Colin & Bugs Bower, 1953)
- La Cinquantaine (m. Gabriel Marie, arr. accordion quartet, publisher Alpha Music, 1954)
- Allegro (m. Joseph Hayden, arr. accordion quartet, publisher Alpha Music, 1954)
- Top Ten Accordion Solos – Easy to Play (editor: John Serrapica, publisher Alpha Music, 1954)

- Junior Accordion Band Series (arr. accordion quartet, publisher Alpha Music, 1955)
- Tango Verde (m. Romero, arr. accordion quartet, publisher Alpha Music, 1955)
- Holiday in Rio (m. Terig Tucci, arr. accordion quartet, publisher Alpha Music, 1955)
- En Tu Reja (m. Romero, arr. accordion quartet, publisher Alpha Music, 1955)
- Tango of Love (for accordion quartet, publisher Alpha Music, 1955)
- Manolas (m. Escobar, arr. accordion quartet, publisher Alpha Music, 1955)
- Petite Tango (for accordion quartet, publisher Alpha Music, 1955)
- The Lost Tango for accordion, Words by Edward Steinfeld, 1956)
- Garden in Monaco (for accordion, publisher Alpha Music, 1956)
- Rockin' the Anvil (for accordion, publisher Alpha Music, 1956)
- Selected Accordion Solos (arr. accordion, publisher Alpha Music, 1956)
- Cocktails in Spain (for marimba, percussion, guitar, bass and organ, 1957)
- Spooky Polka (for accordion, publisher Alpha Music, 1957)
- Reeds in a Rush (for accordion, publisher Alpha Music, 1957)
- American Rhapsody (for accordion, publisher Rumbasher Alpha Music, 1957)
- I Get a Kick Out of You (m. Cole Porter, arr. violins, three accordions, vibes, guitar, bass, drums, piano, 195?)
- Mimi (m. Richard Rodgers, arr. violins, three accordions, vibes, guitar, bass, drums, and piano, 195?)
- The One I Love (m. Isham Jones, arr. violins, three accordions, vibes, guitar, bass, drums, and piano, 195?)
- Swingin' Down the Lane (m. Isham Jones, arr. violins, three accordions, vibes, guitar, bass, drums, and piano, 195?)
- Tico-Tico (m. Zequinha de Abreu, arr. three accordions, guitar, bass and piano, 195?)
- Processional for Organ (liturgical bridal march for organ, 1968)
- Falling Leaves (for piano, 1976)
- Elegy (for piano or organ, 1984 Rev. 1994)
- Three Songs of Love (for voice and piano, poems by David Napolin, 1986)
- A Savior Is Born (Christmas liturgical for organ & voice, 1991)
- Dreams Trilogy (for solo piano, 1991)
- The Lord's Prayer (liturgical Lord's Prayer for organ and chorus, 1992)
- Lamb of God (liturgical hymn for choir, flute and bass, 1994)
- Five Children's Pieces For Piano (for piano, 1996)

### Komolyabb művei
Serry szimfonikus jazz és klasszikus zenei műfajú kompozíciói közé tartoznak:
- American Rhapsody (harmonikára, 1955: kiadta az Alpha Music 1957-ben; zongorára átírva, 2002)
- Concerto For Free Bass Accordion (harmonikára, 1966; zongorára átírva, 1995-2002, kiadatlan, más néven Concerto in C Major for Bassetti Accordion)

## Diszkográfia
- Squeeze Play– Dot Records (catalogue #DLP-3024) (1956)
- RCA Thesaurus – RCA Victor Transcriptions series of over thirty works. John Serry Sr. as a contributing arranger and soloist with The Bel-Cordions accordion Sextette ensemble and Ben Selvin – Music Director (1954).
- Ballroom in Dreamland – Dot Records (catalogue # 5006) – a compilation album released in Japan featuring performances of Jazz, Latin and Classical music by the John Serry Orchestra and the Billy Vaughn Orchestra.
- Pietro Deiro Presents the Accordion Orchestra – Coral Records (catalogue #CRL-57323) – as a member of an orchestra of sixteen accordionists interpreting the sounds of a traditional orchestra in performances of transcriptions from classical music under the direction of Joe Biviano.
- Accordion Capers – Sonora Records (catalogue # MS 476) – as a member of the Biviano Accordion & Rhythm Sextette. (1947)
- Latin American Music – Alpha Records (catalogue # 12205A, 12205B, 12206A, 12206B) – as a member of the Viva America Orchestra – Conductor Alfredo Antonini (1946)
- Granada – Decca Records (catalogue # 23770A) – as a member of the Alfredo Antonini Orchestra with the lyric tenor Nestor Mesta Chayres (1946)
- Chiquita Banana – Alpha (catalogue # 1001A) – as a member of the Alfredo Antonini Orchestra, conductor Alfredo Antonini, vocalist Elsa Miranda (1946)
- By the Cradle – Victor Records (catalogue # 26-5035) – accordionist in the Mischa Borr Orchestra, vocalist Sidor Belarsky (1946)
- Katusha – Victor Records (catalogue # 26-5035) – accordionist in the Mischa Borr Orchestra, vocalist Sidor Belarsky (1946)
- Hobo Song – Victor Records (catalogue # 26-5036 ) – accordionist in the Mischa Borr Orchestra, vocalist Sidor Belarsky (1946)
- Dark Night – Victor Records (catalogue # 26-5037) – accordionist in the Mischa Borr Orchestra, vocalist Sidor Belarsky (1946)
- Leone Jump – Sonora Records (catalogue # 3001 B) – as a member of the Biviano Accordion & Rhythm Sextette. (1945)
- Clarinet Polka – Bluebird (catalogue # B-11294-A) – John Serry (aka John Serrapica) as a member of the Charles Magnante Accordion Band (1941).
- Swing Me a Polka – Victor (matrix # BS-067555) – John Serry (aka John Serrapica) as a member of the Charles Magnante Accordion Band (1941).
- Le Secret – Victor (matrix # BS-067556) – John Serry (aka John Serrapica) as a member of the Charles Magnante Accordion Band (1941).
- Halli-Hallo-Halli – Victor (matrix # BS-067556) – John Serry (aka John Serrapica) as a member of the Charles Magnante Accordion Band (1941.)
- Tres Palabras and Esta Noche Ha Pasado – Columbia Records (catalogue # 6201-X) – as a member of the CBS Pan American Orchestra – Conductor Alfredo Antionini, Vocalist Luis G. Roldan (194?)
- Asi and Somos Diferentes – Columbia Records (catalogue # 6202-X) – as a member of the CBS Pan American Orchestra – Conductor Alfredo Antonini, Vocalist Luis G. Roldan (194?)
- La Palma and Rosa Negra – Pilotone Records (catalogue # 5067 & # 5069) – as a member of Alfredo Antonini's Viva America Orchestra, Vocalists Los Panchos Trio (194?)
- El Bigote de Tomas and De Donde – Columbia Records (Catalogue # 36666) – as a member of the CBS Tipica Orchestra conducted by Alfredo Antonini with tenor Juan Arvizu (194?)
- Mi Sarape and Que Paso? – Columbia Records (catalogue # 36665) – as a member of the CBS Tipica Orchestra conducted by Alfredo Antonini with tenor Juan Arvizu (194?)
- Viva Sevilla! and Noche de Amor – Columbia records (catalogue # 36664) – as a member of the CBS Tipica Orchestra conducted by Alfredo Antonini with tenor Juan Arvizu (194?)
- Shep Fields and His Rippling Rhythm Orchestra – Bluebird Records – as the accordionist (1938)
- Shep Fields and His Rippling Rhythm Orchestra – Bluebird Records – as the accordionist (1937)
- Chicago Musette-John Serry and His Accordion – Versailles (catalogue # 90 M 178) released in France (1958

## Filmes szerepe
- The Big Broadcast of 1938 (1938) – fellépőként a Shep Fields Orchestra tagjaként.

## Szabadalma
Serry 1966-ban szabadalmat kapott az Egyesült Államok Szabadalmi Hivatalától összecsukható fogkrémcsövek védőburkolatának tervezésére (US szabadalmi szám: US3269604). Ugyanezen tervezésre 1966-ban a kanadai Szabadalmi Hivatal is szabadalmat adott neki (sorozatszám: 998,449 1966. május 14.).

## Publikációi
- Serry, John (1935), "The Danzon, The Bolero, The Rumba – The Substitute American Rhythm Emphasis Laid on Going Native", Accordion News
- Serry, John (1935), "Training: Reading From Piano Scores. Stumbling Cues. Avoid Time Wasters", Accordion News
- Serry, John (1936), "Chorus", Accordion News
- Serry, John (November 1937), "Accordions & Orchestras: Past Present & Future", Accordion World.
- Serry, John (March 1939), "Those Neglected Basses", Accordion World.
- Serry, John (1947), "What's Wrong With The Accordion", Accordion World.
- Serry, John (1961), "Jazz And The Student Accordionist", Accordion World.
- Serrapica, John (1952), The Syncopated Accordionist, Charles Colin.

## Archívuma
- A Rochesteri Egyetem Eastman School of Music Sibley Zene Könyvtárának Ruth T. Watanabe Különleges Gyűjteményében található John J. Serry Sr. Gyűjtemény válogatott példákat tartalmaz Serry eredeti kompozícióinak, átiratainak, LP-felvételeinek, orsóra felvett előadásainak, valamint életrajzi cikkeinek és egyéb életrajzi forrásanyagoknak, amelyeket archívum céljából adományoztak a kutatók és hallgatók számára. Az archívum tartalmazza a Squeeze Play című albumának egy példányát és az RCA Thesaurus számára készített átiratainak hangfelvételét. A kutatók közvetlenül kapcsolatba léphetnek az archívum munkatársával további segítségért a partitúrák másolatának beszerzéséhez vagy az LP-felvételek megtekintéséhez.
- A Kaliforniai Egyetem, Santa Barbara könyvtárának Amerikai Történelmi Felvételek Diszkográfiája katalógusa tartalmazza Serry több mesterfelvételét a Shep Fields Rippling Rhythm Jazz Orchestra-val New York City-ben (1937-1938), amelyek online streamelés útján elérhetők.

## Tagságai
Serry aktív tagja volt a BMI-nek, az SESAC-nak, az Amerikai Zenészek Szövetségének (802-es helyi szervezet) (1933–2003) és az Amerikai Orgona Művészek Céhének. Rövid ideig tagja volt az Amerikai Akkordeonisták Szövetségének alapító tagjaként (1938). Zenei tanulmányait a következő művészeknél végezte: Joseph Rossi (akkordeon, 1926–1929); Albert Rizzi (zongora és összhangzattan, 1929–1932); Gene Von Hallberg (ellenpontozás és összhangzattan, 1933–1934(az Amerikai Akkordeonisták Szövetségének alapítója); Jascha Zade (zongora, 1945–1946); Arthur Guttow (orgona, 1946), és Robert Strassburg (zongora, komplex összhangzattan és hangszerelés, 1948–1950).

## Fordítás
Ez a szócikk részben vagy egészben a John Serry Sr. című angol Wikipédia-szócikk ezen változatának fordításán alapul.  Az eredeti cikk szerkesztőit annak laptörténete sorolja fel. Ez a jelzés csupán a megfogalmazás eredetét és a szerzői jogokat jelzi, nem szolgál a cikkben szereplő információk forrásmegjelöléseként.